# Gregori Estrada i Gamissans
Gregori Estrada i Gamissans, de nom Francesc Xavier Estrada i Gamissans (Manresa, 1918 - Montserrat, 18 de març del 2015) fou un compositor, organista i musicòleg català, monjo de Montserrat.
Estrada va destacar com a estudiós de la música, contribuint a afermar el prestigi musical de la comunitat benedictina de Montserrat i, a través de la docència i de les composicions, va mantenir i va impulsar la tradició participativa de l'assemblea dels fidels en els cants de les celebracions al temple.

## Biografia
Es formà musicalment a l'Escolania de Montserrat (1926-1932), on va rebre classes de piano, orgue i violí d'Anselm Ferrer, Àngel Rodamilans i Ildefons Civil. El 1933 va entrar com a monjo al monestir de Montserrat i el 1941 s'hi va fer sacerdot. Estudià teologia i filosofia a Montserrat (1934-36), però, a causa de la guerra, els acabà a Alemanya (1936-39) i a Roma (1939-40). Estudià orgue al Conservatori del Liceu (1935-36) –amb Josep Muset– i a París –amb André Marchal– (1950). Com a compositor, es formà amb Josep Barberà i Cristòfor Taltabull. El 1970 impulsà les Trobades Generals d'Animadors de Cant per a la litúrgia que es feien a Montserrat. El 1974 va ser cofundador de la Societat Catalana de Musicologia –filial de l'Institut d'Estudis Catalans–, de la qual fou president (1979-91). Formà part de l'equip tècnic del Secretariat d'Orfeons de Catalunya i de la Federació Catalana d'Entitats Corals. Va ser organista, i des del 1968 fins al 2002 va exercir de director del cor dels monjos del monestir.
Com a musicòleg, va estudiar músics catalans i estrangers, feu treballs entorn de l'orgue i de la relació entre litúrgia i música, el cant gregorià i la polifonia medieval, entre d'altres. Va estudiar intensament el Llibre vermell de Montserrat. Feu concerts d'orgue a diferents poblacions catalanes i espanyoles. Dominava perfectament sis llengües.

## Obra musical[5]
- Quartet per a flautes dolces (1960)
- Confortamini (1949)
- Deus tu conversus (1949)
- Exulta satis (1949)
- Salve montserratina, n. 1 (1950)
- Salve montserratina, n. 2 (1954)
- Missa a 4 veus blanques (1955)
- Magnificat a 4 veus blanques (1956)
- Salve montserratina, n. 3 (1957)
- O Crux (1958)
- Visionem quan vidistis (1959)
- Magnificat (1960)
- Salve montserratina, n. 4 (1960)
- El meu cor ha hagut d'aguantar l'insult  (1965)
- Oh gran misteri! (1968)
- Sanctissime Confessor Christi
- 3 cants de Quaresma
- Moreneta en sou

## Estudis musicals[5]
- La música en la litúrgia a Montserrat, el segle XX. RMC (1994)
- Joan Cererols i el seu temps (1980)
- Esbós per a un estudi de l'obra de Joan Cererols (1985)